# شيرلي كرابتري
شيرلي كرابتري (بالإنجليزية: Shirley Crabtree)‏ هو مصارع رياضي بريطاني، ولد في 14 نوفمبر 1930 في هاليفاكس في المملكة المتحدة، وتوفي بنفس المكان في 2 ديسمبر 1997 بسبب سكتة.

## روابط خارجية
- شيرلي كرابتري على موقع WrestlingData.com (الإنجليزية)
- شيرلي كرابتري على موقع CageMatch worker (الإنجليزية)
- شيرلي كرابتري على موقع عالم المصارعة على الإنترنت (الإنجليزية)